# Damir Rančić
Damir Rančić (Spalato, 23 giugno 1983) è un ex cestista e allenatore di pallacanestro croato.

## Carriera
Con la Croazia ha disputato i Campionati europei del 2005.

## Palmarès
- Campionato croato: 2

Cibona Zagabria: 2005-06
K.K. Zagabria: 2010-11
- Coppa di Croazia: 2

Spalato: 2004
K.K. Zagabria: 2011